# 列宁格勒案件
列宁格勒案件（俄文：Ленинградское дело），是1940年代末到1950年代初在苏联发生的一系列冤案的统称。冤案导致较为年轻的苏共高层领导人阿列克谢·库兹涅佐夫和尼古拉·沃兹涅先斯基被枪毙，列宁格勒当地和各地方干部被牵连。卷入冤案者多在列宁格勒工作过，或和在列宁格勒工作过的苏共中央第二书记日丹诺夫关系密切。

## 背景
二战之后，约瑟夫·斯大林开始大力提拔年轻干部。列宁格勒市第一书记阿列克谢·库兹涅佐夫被提拔为苏共中央书记处书记，负责监督拉夫连季·帕夫洛维奇·贝利亚负责的国家安全局和内务部的工作；主持战时经济工作的尼古拉·沃兹涅先斯基被任命为国家计委主任，负责重建；阿列克谢·尼古拉耶维奇·柯西金升任苏联部长会议副主席，三位年轻干部的特点是都曾在围困中的列宁格勒任职，为列宁格勒的坚守做出过突出贡献，且都与苏共中央第二书记，原列宁格勒第一书记日丹诺夫关系密切。
这种提拔意味着斯大林在考虑接班人的问题，赫鲁晓夫认为这是因为此时斯大林已不再信任贝利亚、马林科夫、莫洛托夫等旧人，希望库兹涅佐夫可以接替马林科夫，而沃兹涅先斯基可以负责主持部长会议，柯西金负责财政方面的工作。这种安排很快产生了新旧冲突。库兹涅佐夫对贝利亚的监督让其不满，莫洛托夫和米高揚在回忆中均认为他还不具备在这个位置上的条件。而沃兹涅先斯基的桀骜个性也让他得罪了贝利亚和马林科夫。
1946年主管航空工业的马林科夫因“诺维科夫案件”受牵连，被赶出中央政治局，马林科夫的政治对手日丹诺夫趁机发动了清洗马林科夫政治势力的活动。1947年9月到1948年7月，库兹涅佐夫在列宁格勒发动清洗活动。但日丹诺夫的病重和很快去世改变了形势。1948年7月斯大林被贝利亚说服，让马林科夫重新回到苏共中央担任中央书记处书记，很快马林科夫就和贝利亚接近，开始降低斯大林对“列宁格勒派”的信任。

## 发难
1949年1月俄罗斯联邦共和国部长会议主席罗季奥诺夫书面通知马林科夫全俄贸易博览会在列宁格勒开幕，这一活动是苏联部长会议和国家计委批准的，为的是促进战后经济，改善列宁格勒围困幸存者生活。马林科夫则宣称这一活动是库兹涅佐夫和罗季奥诺夫等人未经中央委员会批准搞的，所以不合法。认为这是用全国预算来支持列宁格勒的发展。同时在二月份，苏共政治局对1948年12月的一封匿名信做出了反应，来信称列宁格勒当局操纵选举，宣称自己获得了人民的全票支持。政治局认为这是列宁格勒市委第一书记波普科夫试图将列宁格勒独立于中央委员会之外的行为，并将库兹涅佐夫和罗季奥诺夫牵连在内。
库兹涅佐夫、罗季奥诺夫和波普科夫被定义为“反党行为”之后，沃涅兹先斯基也因为“波普科夫希望他成为反党行为的保护人，虽然拒绝但未向政治局报告这一活动”而被牵连，于当年3月被免去国家计委主席职务赋闲在家。他多次要求辩白，并未被允许，后来在家撰写了《共产主义的政治经济学》书稿。对于斯大林在发动批判中的作用，莫洛托夫推测既不能说是他亲自搞得，也不能说未经他点头。其后斯大林曾多次提到还是应该给沃涅兹先斯基安排些工作，比如掌管国家银行，但遭到马林科夫和贝利亚的抵制。

## 清洗展开
1949年7月国家安全部（克格勃前身）负责人阿巴库莫夫罗织证据，诬陷曾前往英国访问的列宁格勒第二书记卡普斯京是英国间谍，卡普斯京在酷刑下招供库兹涅佐夫、罗季奥诺夫和波普科夫的确是和境外反苏势力勾结的反党集团。8月13日三人被逮捕。11月沃涅兹先斯基被捕。1950年9月28-30日最高法院军事法庭确定六人犯有“叛国罪”，判处死刑，不许上诉。10月1日即执行。他们的亲属也受到牵连，有的被判处死刑，有的被流放。
案件随后波及到整个列宁格勒和苏联各级地方组织。列宁格勒市党组织和政府的一大批负责干部和著名人士突然被捕，大约两千名列宁格勒的官员和公众人物被免职。著名的知识分子、科学家、作家和教育家被流放或是关押进古拉格集中营。例如尼古拉·普宁，就因为对苏共宣传和成千上万的列宁像不满而被关押四年，迫害致死。莫斯科党组织中日丹诺夫从高加索地区提拔过来的人统统被清洗。牵连的人中只有柯西金（后来的部长会议主席）和德米特里·谢皮洛夫幸免，两人只是被免职，不久又重新调回中央，其幸存的原因无从知晓，赫鲁晓夫也只能说柯西金拿到了“一张中奖彩票”。列宁格勒案件的余波一直到斯大林死后才平息。

## 平反
1953年斯大林去世，不久贝利亚即被逮捕。1954年列宁格勒案件的炮制者阿巴库莫夫因炮制冤案被枪毙。1955年最高苏维埃会议上，赫鲁晓夫批判马林科夫发动了列宁格勒案件。1956年2月，苏共二十大上赫鲁晓夫在报告中称“列宁格勒案件”完全是对库兹涅佐夫不满的贝利亚和阿巴库莫夫等人策划的冤案，宣布为受害者和列宁格勒党委会恢复名誉，并未提及马林科夫在其中的角色。1957年2月，苏共中央监委会决定恢复沃兹涅先斯基等人的党籍。